# Ichneumon obnixus
Ichneumon obnixus är en stekelart som beskrevs av Heinrich 1978. Ichneumon obnixus ingår i släktet Ichneumon och familjen brokparasitsteklar. Inga underarter finns listade i Catalogue of Life.